# Johannes III Westfal
Johannes III Westfal eller Vestfal, född omkring 1307 i Åbo, död 1384, var en svensk biskop.
Han tillhörde en släkt Westfal, som måhända ursprungligen inkommit från Tyskland, men av vilken vid hans tid och något senare flera medlemmar såväl i Finland som i Stockholm framstod som förmögna och ansedda borgare. Åren 1359–1368 omnämns Johannes som kanik i Åbo och 1370 som domprost där. 
Då Johannes II Petri 1370 avled, valdes Johannes omedelbart till hans efterträdare och lyckades även erhålla påvens sanktion, ehuru denne hade förbehållit sig att själv få bestämma om platsens besättande. Som biskop följde han sina föregångare värdigt i spåren i avseende på bevakandet av kyrkans fördelar. Han utverkade av påven ett stadfästelsebrev på samtliga privilegier som tillhörde Åbo stift och dämpade en i Nyland sedan gammalt rådande tvist mellan prästerskapet och allmogen rörande en kontribution, benämnd matskott. 
Med ärkebiskop Birger i Uppsala råkade Johannes i delo om en sak, varuti han till en början såg sig tvungen att vika. Frågan gällde norra gränsen mellan Uppsala stift och Åbo stift. Redan under biskop Hemmings tid hade tvist uppstått om denna, men man hade då i godo enats om att Torneå socken skulle höra till ärkestiftet, Kemi däremot till Åbo stift. Ärkebiskop Birger väckte efter sitt ämbetstillträde det oaktat anspråk på att Kemi socken (som vid denna tid omfattade hela landsträckan mellan Torne och Ule älvar) skulle räknas till ärkestiftet och stödde sina anspråk på att Hälsinglands gräns förr sträckt sig ända till Ule älv och träsk. Detta påstående sökte åter Johannes gendriva med vittnesmål såväl av invånarna i Satakunda som av rådet i Åbo, vilka intygade att Kemi sedan urminnes tid hört till Åbo stift. Konung Albrekt av Mecklenburg avgjorde målet 1377 till ärkebiskopens fördel. Men den mäktige drotsen Bo Jonsson Grip intygade, efter ytterligare anställda undersökningar, Åbobiskopens rätt, och denna förklaring omintetgjorde konungens utslag samt lämnade Johannes i ostörd besittning av det omtvistade området. På samme Bo Jonssons anmodan nödgades Johannes i sin ordning att tills vidare åt Padis kloster i Estland återge den patronatsrätt över Borgå församling i Nyland som skänkts av konung Magnus Eriksson, men hade återtagits av Johannes företrädare.